# Aeroportul Helsinki-Vantaa
Aeroportul Helsinki-Vantaa (cod IATA: HEL) este cel mai mare aeroport internațional din Finlanda. Este situat în orașul Vantaa, la 15 km nord de capitala Helsinki. Aeroportul deservește întreaga zonă urbană Helsinki, incluzând capitala, Vantaa și Espoo. Aeroportul a fost construit pentru Olimpiada de la Helsinki în 1952. În ziua de astăzi, aeroportul este folosit de peste 17 milioane de pasageri pe an, fiind unul din cele mai importante aeroporturi din Europa de Nord. Aeroportul este bază a companiei naționale finlandeze de aviație, Finnair.
| Companie aeriene                           | Destinații |
| ------------------------------------------ | --- |
| Aer Lingus                                 | Sezonier: Dublin |
| Aeroflot                                   | Moscova-Șeremetievo |
| AirBaltic                                  | Riga |
| Air100                                     | Pori |
| American Airlines                          | Sezonier: Chicago-O'Hare |
| Arkia Israel Airlines                      | Sezonier: Tel Aviv-Ben Gurion |
| Belavia                                    | Minsk-National |
| Blue Air                                   | Bruxelles, București, Cluj-Napoca, Florența, Hamburg, Iași, Köln, Larnaca, Liverpool, Londra-Luton, Malaga, Oradea, Paris-Beauvais, Roma-Fiumicino, Stuttgart, Tel Aviv. |
| British Airways                            | Londra-Heathrow |
| Finnair                                    | Amsterdam, Bangkok-Suvarnabhumi, Barcelona, Beijing-Capital, Berlin-Tegel, Bruxelles, Budapesta, Chongqing, Copenhaga, Delhi, Düsseldorf, Frankfurt, Geneva, Gothenburg-Landvetter, Hamburg, Hong Kong, Ivalo, Joensuu, Kittilä, Kuopio, Kuusamo, Londra-Heathrow, Madrid, Málaga, Manchester,Milano-Malpensa, Moscova-Șeremetievo, München, Nagoya-Centrair, New York-JFK, Osaka-Kansai, Oslo-Gardermoen, Oulu, Paris-Charles de Gaulle, Praga, Roma-Fiumicino, Rovaniemi, Sankt Petersburg, Seul-Incheon, Shanghai-Pudong, Singapore, Stockholm-Arlanda, Tel Aviv-Ben Gurion, Tokio-Narita, Vaasa, Viena, Vilnius, Varșovia-Chopin, Yekaterinburg, Zürich Sezonier: Antalya, Bergen, Cracovia, Dubai, Dubrovnik, Hanoi, Ljubljana, Nisa, Palma de Mallorca, Toronto-Pearson, Veneția-Marco Polo, Xi'an |
| Finnair operat de Flybe Nordic             | Berlin-Tegel, Bruxelles, Budapesta, Copenhaga, Düsseldorf, Frankfurt, Geneva, Gothenburg-Landvetter, Hamburg, Joensuu, Kuopio, Kuusamo, Manchester, München, Oslo-Gardermoen, Oulu, Riga, Praga, Sankt Petersburg, Stockholm-Arlanda, Stockholm-Bromma, Tallinn, Tampere, Turku, Vaasa, Viena, Vilnius, Varșovia-Chopin, Zürich Sezonier: Tromsø (începând cu 1 ianuarie 2014) |
| Flybe operat de Flybe Nordic               | Jyväskylä, Kajaani, Kemi/Tornio, Kokkola/Jakobstad, Mariehamn, Norrköping, Savonlinna, Tartu, Varkaus Sezonier: Enontekiö, Visby |
| Germanwings                                | Berlin-Tegel (începând cu 27 noiembrie 2013) |
| Gotlandsflyg operat de Golden Air          | Sezonier: Visby |
| Icelandair                                 | Reykjavík-Keflavík |
| Japan Airlines                             | Tokio-Narita |
| KLM                                        | Amsterdam |
| LOT Polish Airlines                        | Varșovia-Chopin |
| Lufthansa                                  | Berlin-Tegel (până la 26 noiembrie 2013), Frankfurt, München |
| Lufthansa operat de Eurowings              | Düsseldorf |
| Norwegian Air Shuttle                      | Alicante, Atena, Barcelona, Budapesta, Copenhaga, Dublin, Londra-Gatwick, Málaga, Oslo-Gardermoen, Oulu, Paris-Orly, Roma-Fiumicino, Rovaniemi, Stockholm-Arlanda Sezonier: Burgas, Chania, Corfu, Dubrovnik, Gran Canaria, Ivalo, Kittilä, Nisa, Palma de Mallorca, Praga, Rhodos, Salzburg, Split, Tenerife-South, Veneția-Marco Polo |
| Scandinavian Airlines                      | Copenhaga, Nisa, Oslo-Gardermoen, Stockholm-Arlanda, Vaasa (până la 18 august 2013) Sezonier: Åre/Östersund, Atena, Dubrovnik, Geneva, Kittilä, Kuusamo, Paris-Charles de Gaulle, Praga, Pula, Roma-Fiumicino, Rovaniemi, Split, Zürich |
| Scandinavian Airlines operat de Golden Air | Vaasa (până la 18 august 2013) |
| Severstal Aircompany                       | Cherepovets |
| SunExpress                                 | Sezonier: Izmir |
| TAP Portugal                               | Lisabona |
| TUIfly                                     | Sezonier: Hanovra |
| Turkish Airlines                           | Istanbul-Atatürk |
| Ukraine International Airlines             | Kiev-Boryspil |
| Vueling                                    | Barcelona |